# Najas
Pour les articles homonymes, voir Naja (homonymie) et Naïade (homonymie).
Genre
Classification phylogénétique
Najas (ou Naïas) est un genre de plantes monocotylédones, appelées Naïades ou Najades, de la famille des Najadaceae selon la classification classique de Cronquist (1981), ou des Hydrocharitaceae selon la classification phylogénétique. Il comprend quelques douzaines d'espèces. Ce sont des plantes herbacées aquatiques, submergées, des régions froides à tropicales.
Le nom générique vient du grec Naïas ou Naïade (du grec νάειν / náein couler, s'écouler, ruisseler) qui, dans la mythologie grecque, est la nymphe des fontaines et des rivières.

## Liste d'espèces
Parmi les 38 espèces référencées par Catalogue Of Life, citons :
- Najas affinis Rendle, 1899
- Najas filifolia Haynes, 1985
- Najas flexilis (Willd.) Rostk. et Schmidt, 1824
- Najas gracillima (A.Braun ex Engelm.) Magnus, 1870
- Najas graminea Delile, 1813
- Najas guadalupensis (Spreng.) Magnus, 1870
- Najas marina L., 1753
  - Najas marina subsp. arsenariensis
- Najas minor All., 1773
- Najas wrightiana A.Braun, 1868